# بخش مرکزی شهرستان سملقان
بخش مرکزی شهرستان سملقان، یکی از بخش‌های شهرستان سملقان در استان خراسان شمالی ایران است. مرکز این بخش، شهر آشخانه است.

## تقسیمات کشوری
- بخش مرکزی شهرستان سملقان
  - دهستان جیرانسو
  - دهستان حومه

شهر: آشخانه

## جمعیت
بر پایه سرشماری عمومی نفوس و مسکن در سال ۱۳۹۵، جمعیت بخش مرکزی شهرستان سملقان برابر با ۵۳٬۱۱۰ نفر بوده‌است.